# Leikung kinabaluensis
Leikung kinabaluensis är en spindelart som beskrevs av Benjamin 2004. Leikung kinabaluensis ingår i släktet Leikung och familjen hoppspindlar. Inga underarter finns listade i Catalogue of Life.